# ۴۰۶ (میلادی)
۴۰۶ (میلادی) چهارصد  و ششمین سال تقویم میلادی است.

## درگذشتگان
‎